# Les Mouches
Les Mouches (Nederlands: De vliegen) is het eerste toneelstuk van Jean-Paul Sartre, geschreven in 1943 en datzelfde jaar nog op de planken gezet in het Théâtre de la Ville in Parijs. Het is een bewerking van de mythe van Elektra zoals ze eerder door de Griekse toneelschrijvers Sophocles, Aeschylus en Euripides werd gedramatiseerd. De drieakter vertelt het verhaal van Orestes en zijn zuster Elektra die de dood van hun vader Agamemnon, koning van Argos, willen wreken door het doden van hun moeder Clytemnestra en haar echtgenoot Aegisthus, die hun vader had afgezet en vermoord.